# Mishan Shuiku
Mishan Shuiku (kinesiska: 米山水库) är en reservoar i Kina. Den ligger i provinsen Shandong, i den östra delen av landet, omkring 440 kilometer öster om provinshuvudstaden Jinan. Mishan Shuiku ligger 21 meter över havet. Arean är 8,1 kvadratkilometer. Trakten runt Mishan Shuiku består till största delen av jordbruksmark. Den sträcker sig 7,0 kilometer i nord-sydlig riktning, och 3,5 kilometer i öst-västlig riktning.
Genomsnittlig årsnederbörd är 743 millimeter. Den regnigaste månaden är juli, med i genomsnitt 227 mm nederbörd, och den torraste är januari, med 13 mm nederbörd.